# Insania (deutsche Band)
Insania ist eine Heavy-Metal-Band aus Deutschland. Die Band war von 1988 bis 2006 aktiv und hat in dieser Zeit sechs Studioalben und eine Single veröffentlicht.

## Geschichte

### 1988 bis 1990
1988 gründeten die beiden Gitarristen Gerald „Gary“ Nagy und Jürgen „Simon Sledge“ Grziwotz aus Kamen und Bergkamen die Band im östlichen Teil des Ruhrgebiets. Die Einflüsse kamen ganz klar aus dem damals angesagten Heavy Metal der 80er wie Iron Maiden, Judas Priest, Metallica, Megadeth, Flotsam and Jetsam und Helloween. Diese Besetzung von Insania nahm 1988 das erste Demo „Seasons In Hell“ auf, das in Underground-Kreisen auf ausgesprochen positive Resonanz stieß. Der gleichnamige Song war nicht darauf. Er ist erstmals auf der ersten CD „Set Them Free“ zu hören.

### 1990 bis 1993
Ludger Weiß verließ die Band im Sommer 1990 und wurde durch den Schlagzeuger Wolfgang „Wolle“ Haitz (vormals Prein) aus Düsseldorf ersetzt, den Sänger Shorty von einigen gemeinsamen Aktivitäten aus der Zeit vor Insania kannte. Durch den Erfolg von „Seasons In Hell“ wurde die zu dieser Zeit neu gegründete Produktionsfirma Inline Music auf Insania aufmerksam. Im Februar 1991 gingen Insania in das Delta-Tonstudio in Wilster bei Itzehoe und nahmen dort ihr zweites Demo „Streets Of Madness“ auf. Das Studio war in den 70er Jahren erstmals bekannt geworden durch die Kunstkopf-Aufnahmetechnik und die Krautrock-Helden Jane aus Hannover, die dort ihren Klassiker „Between Heaven And Hell“ aufnahmen. Später fanden sich auch Accept u. a. für ihren Klassiker „Breaker“ dort ein. Für Insania war das Demo vor allem die Vorproduktion für das erste CD-Album „Set Them Free“, das auch wieder im Delta-Tonstudio in Wilster eingespielt wurde. as Album erschien schließlich im September 1993 als CD auf dem Label „Battery“, das inzwischen von der Produktionsfirma Inline Music gegründet worden war.

### 1993 bis 1994
Im Frühjahr 1993 war es vorbei mit der Chapter II-Besetzung von Insania, als Sänger F. R. Shorty die Band aus musikalischen Gründen verließ. Nachfolger wurde Johannes „Cheesy“ Nieswandt, der zuvor als Gitarrist mit Wolle in der Düsseldorfer Heavy-Metal-Formation Shotgun gespielt hatte. Schon im Herbst 1993 machte sich die Band an die Vorproduktion für ihr Folgealbum, das im Frühjahr 1995 erneut im Delta-Studio Wilster aufgenommen werden sollte. Jedoch ging es mit dem Bandkarussell weiter: Bassist Jürgen Grziwotz schied unmittelbar nach der Vorproduktion eines Promotion-Demos mit Demoversionen von fünf Songs der kommenden CD „One More … One Less“ 1994 ebenfalls aus musikalischen Gründen aus.

### 1994 bis 1995
Insania entschieden sich, das kommende Album zu Dritt aufzunehmen. Im Studio übernahm Gary Nagy neben der Gitarre auch den Bass. Die CD „One More … One Less“ wurde im Sommer 1995 ebenfalls auf dem Label „Battery“ veröffentlicht. Bei der limitierten Erstauflage war auf der CD als Labelaufdruck nur das Insania-Maskottchen zu sehen. Highlight des Albums ist neben dem Titelsong sicher die zehn Minuten lange Halbballade „For You“, die auch viele Jahre lang fester Bestandteil des Live-Programms war. Die Live-Umsetzung des deutlich progressiveren Songmaterials machte jedoch auch den Einsatz von Sequencer und vom Band laufenden Keyboards erforderlich. „One More … One Less“ bekam hervorragende Reviews, u. a. im Rock Hard Ausgabe 98 (07/95), Platz 21 auf der Richterskala mit 8 von 10 Punkten mit Vergleichen zu Pretty Maids und im (inzwischen eingestellten) Heavy oder was?! Ausgabe 20 (4/95) mit 9 „ganz, ganz dicken“ Punkten von 12. Dazu gab es auch ein Kurz-Interview im Small Talk des Rock Hard Ausgabe 101 (10/95).
Schon während der Produktion war Jörg „Dicky“ Dickgreber als neuer Bassist zur Band gestoßen. Seine Live-Premiere absolvierte Dicky am 27. Mai 1995 bei einem Festival in der Stadthalle Kamen. Am 2. September 1995 gaben Insania die offizielle Release-Party für „One More … One Less“ im völlig ausverkauften Düsseldorfer Haus der Jugend. Bei diesem Auftritt kam auch ex-Sänger F. R. Shorty für den Song „Sweet Destroyer“ auf die Bühne.

### 1996 bis 1997
Danach ging es mit Insania in der seinerzeit aktuellen Besetzung weiter. Anfang 1996 standen Insania ohne Plattenvertrag und ohne Sänger wieder am Anfang. Die Band beschloss, die musikalische Richtung, die sie bereits auf One More … One Less eingeschlagen hatte, weiter zu verfolgen, ihre Musik in Zukunft selbst zu produzieren und über ein eigenes Label zu veröffentlichen. Der Einsatz von Keyboards wurde verstärkt, die Songs wurden komplexer, aber gleichzeitig eingängiger. Teilweise bewegte sich das Songmaterial zwischen Rock und Metal. Zum veränderten Konzept passte die Übernahme der Leadvocals durch Elke „Alicia“ Runkler, die mit ihrer „Rockröhre“ und dem an Jutta Weinhold angelegten Gesang neue Akzente setzen konnte.
Im Jahr 1996 lag ein Schwerpunkt der Bandarbeit auf der Produktion der nächsten CD House of Cards. Herz des Albums waren der 13-minütige Titelsong und das neunminütige Beyond the Other Side, bei dem ein über 20-köpfiger Chor mitwirkte, ebenso beim Instrumentaltitel Awakening und dem Stampfer Born to Lose. Besonders hervorzuheben sind auch die ausgefeilten Instrumentalarrangements, die komplett von Gary übernommenen Keyboards und seine hochmelodische Gitarrenarbeit. Erstmals nahmen Insania auch einen Cover-Song in einer eigenen Version auf, hier Alphavilles Big in Japan, mit dem Guano Apes mit einer eigenen Coverversion etwa ein halbes Jahr nach der Veröffentlichung von House of Cards einen Charterfolg hatte.

### 1998 bis 2002
Doch Anfang 1998 war auch diese Chapter V-Besetzung wieder Geschichte, als Alicia ihre musikalische Aktivität als Sängerin aus persönlichen Gründen beendete. Die Band befand sich zu diesem Zeitpunkt bereits in den Aufnahmen für eine geplante CD mit Cover-Versionen sowie einiger Akustik-Versionen älterer Insania-Stücke, insbesondere Songs von den CDs „Set Them Free“ und „One More … One Less“. Die Idee hierzu beruhte auf der regelmäßig positiven Resonanz zu Iron Maidens „Hallowed Be Thy Name“ und einer Akustik-Version von „Children Of A Lesser God“ im Live-Set. Diese Cover-Versionen wurden nie veröffentlicht. Im Juli 1998 fanden Gary, Dicky und Wolle in Marc Distelkamp den neuen Mann am Mikro. Mit dem nächsten Album wollten Insania ihre musikalische Orientierung zwar nicht aufgeben, aber doch ein wenig „back to the roots“ gehen.
1999 nahm die Band das erste Album mit Marc auf. Das Album bekam den Titel „Fear“ und wurde Anfang 2000 veröffentlicht. Unglücklicherweise die nunmehr vierte CD mit dem vierten Sänger. Als Coverversion gab es den Scorpions-Klassiker „Is There Anybody There“ zu hören. Mit dem achtminütigen „As The Candle Melts Away“ widmeten sich Insania erneut ihrer Vorliebe für episches Material. Das melancholische Meisterwerk steht an zentraler Stelle auf der CD. Mit „No More Lies“ und „Voyager“ gaben sich Insania deutlich straighter und Radio-tauglicher denn je. Daher wurden diese beiden Songs auch in gekürzten Edit-Versionen auf der das Album begleitenden Maxi-CD „Voyager“ zusammen mit drei weiteren Tracks des Albums veröffentlicht. In dieser Zeit erhielten Insania die Möglichkeit, für einen Aerosmith-Tribute-Sampler eine Coverversion von „Janie’s Got A Gun“ aufzunehmen. Es ist nicht bekannt, ob es jemals zu der Veröffentlichung dieses Samplers gekommen ist.
In 2001 kam es zu einer für die Band ungewöhnlichen Situation. Eine schwedische Power-Metal-Band brachte das Album „World Of Ice“ heraus. Der Name der Band lautete Insania (Stockholm), mit diesem Klammerzusatz. Fairerweise behielt die schwedische Band den Klammerzusatz Stockholm hinter dem Bandnamen. Im Anschluss an die Konzerte zu „Fear“ machte sich die Band bereits an die Arbeit zu dem Folgealbum „Never 2L84H8“, was nichts anderes als „Never Too Late For Hate“ bedeutete. Um die kraftvollen Vocals von Marc besser in Szene setzen zu können, schlugen Insania bereits auf „Never 2L84H8“ eine deutlich härtere Gangart ein und es gab auch vereinzelte Growls zu hören. Auch die Texte beschäftigten sich zunehmend mit gesellschaftlichen Missständen und einem daraus resultierenden Hassgefühl, z. B. im Titel „Trash“, was sich auch in dem düsteren Cover-Artwork zeigte. Mit „Never 2L84H8“ veröffentlichte die Band erstmals zwei Alben hintereinander in derselben Besetzung. Das Album startet mit den ersten beiden Songs der „Spirit Suite“, bestehend aus vier Teilen, von denen „The Spirit“ und „The Spirit (Reprise)“ den Rahmen bilden. Im Frühjahr 2002 gab es eine Reihe von Live-Gigs zur CD „Never 2L84H8“, bei der sich die Band in dieser Besetzung in hervorragender Verfassung zeigte. Als besonderes Lob konnte man eine Aussage in der Presse vernehmen, dass man bei Insania das Team auf der Bühne spüre.

### 2003 bis 2006
Jörg „Dicky“ Dickgreber verließ die Band im Januar 2003 nach fast neun Jahren aus familiären Gründen. Insania überlegten dann zunächst, als nächstes Album ein Unplugged-Album mit Akustik-Versionen früherer Songs aufzunehmen. Ohne Bassist wurden so bereits mehrere Songs auf ihre Tauglichkeit dafür getestet. Das Ergebnis war erstaunlich, denn gerade die härteren Songs machten ein hervorragendes Bild im Akustik-Gewand. Allerdings fand die Band auch schnell heraus, dass sich ein solches Projekt keinesfalls ohne neuen Bassisten realisieren lassen würde. Es dauerte dann aber doch noch mehr als ein Jahr, bis Insania im April 2004 mit Marcel „Big M“ Kleinholz endlich einen geeigneten neuen Bassisten fanden. Marcel und Wolle kannten sich aus den späten 80ern.
Da es inzwischen genug neues Material für ein sechstes Album gab, ging es bereits im Sommer 2004 an die Aufnahmen für die CD. Aus verschiedensten Gründen gestaltete sich der Aufnahmeprozess schwierig, es gab immer wieder technische Pannen oder terminliche Probleme, so dass sich die Aufnahmen bis Ende 2004 hinzogen. Musikalisch hatte sich die härtere Gangart von „Never 2L84H8“ bewährt. Daher legten Insania sowohl bei der Musik als auch bei den Texten abermals einiges an Härte und Aggressivität zu, um die tiefen Leadvocals von Marc richtig zur Geltung kommen zu lassen. So gibt es auf „Face Your Agony“ gesanglich viele Ausflüge in den Bereich des Death Metal („Common Ground“, „Nocturnal Blast“, „Juggernaut“, „Lord Of The Machines“, „Mania Construct“), während sich die Musik nach wie vor wesentlich im Power Metal bewegte. „Face Your Agony“ erschien im Sommer 2005.
Insania begannen, neues Material zu schreiben, das sich mehr denn je vom reinen Power-Metal entfernte und dem Begriff (Heavy) Rock im Allgemeinen näherte. Im Sommer 2006 waren bereits sechs Songs für ein siebtes Album in Vorbereitung. Doch Insania entschieden sich zu diesem Zeitpunkt, erst einmal eine Pause für unbestimmte Zeit einzulegen. Die Bandmitglieder begannen, sich in anderen Projekten zu engagieren.

## Diskografie
- Seasons in Hell (1988, Demo)
  - Streets of Madness (1991, Demo)
- Set Them Free (1993 Inline Music[1], Sublabel Battery[2], wiederveröffentlicht 1997 STF Records)
- One More … One Less (1995, Inline Music[1], Sublabel Battery[2], wiederveröffentlicht 1997, STF Records)
- House of Cards (1997, STF Records)
- Fear (1999, STF Records)
- Voyager (1999, STF Records), Maxi-CD
- Never 2L84H8 (2002, STF Records)
- Face Your Agony (2005, STF Records)